# Tibor Csernai
Tibor Csernai (* 3. Dezember 1938 in Pilis, Königreich Ungarn; † 11. September 2012 in Tatabánya) war ein ungarischer Fußballspieler.
Zu Beginn seiner Karriere war er Ende der 1950er-Jahre unter anderem für die Vereine Ceglédi VSE und Budapesti VSC im Einsatz. Ab 1962 bis zu seinem Karriereende 1970 spielte er für Tatabányai Bányász. Bei den Olympischen Sommerspielen 1964 in Tokio gehörte er der siegreichen ungarischen Mannschaft an. Im Viertelfinale des olympischen Turniers erzielte er beide Tore zum 2:0-Sieg gegen Rumänien, insgesamt traf er im Turnierverlauf sechs Mal. Er starb im Alter von 73 Jahren.
Csernai war ein jüngerer Bruder von Pál Csernai.